# Роббинс, Карла
Карла Энн Роббинс (англ. Carla Anne Robbins, род. 1953) — американская журналистка, эксперт по национальной безопасности и бывший заместитель редактора передовицы The New York Times. До своей карьеры в The New York Times Роббинс работала в BusinessWeek, U.S. News & World Report и The Wall Street Journal. За тринадцать лет работы в The Wall Street Journal она завоевала множество наград и была членом двух журналистских команд, удостоенных Пулитцеровской премии. Карла Роббинс является старшим научным сотрудником Совета по международным отношениям, где является соведущей еженедельного подкаста «Мир на следующей неделе» (англ. The World Next Week), а также директором факультета программы MIA в Школе государственных и международных отношений имени Маркса при колледже Баруха.

## Карьера
Роббинс окончила колледж Уэллсли в 1974 году, получив степень бакалавра в области политологии. Впоследствии она поступила в Калифорнийский университет в Беркли, где получила степени магистра и доктора политических наук.
В 1982 году Роббинс работала редактором, а позднее — репортёром Госдепартамента в BusinessWeek. В 1986 году она начала работать главой бюро Латинской Америки в U.S. News & World Report, где позже стала старшим дипломатическим корреспондентом. В 1993 году она начала работать репортёром и редактором новостей в The Wall Street Journal, а затем стала ведущим автором статей по внешней политике. В июле 2006 года она вошла в состав редакционной коллегии The New York Times. В январе 2007 года она стала заместителем редактора передовицы. В июле 2012 года Роббинс покинула The New York Times. В настоящее время она является директором факультета магистерской программы по международным отношениям и клиническим профессором исследований национальной безопасности в Школе государственных и международных отношений им. Маркса в колледже Баруха. Она также является старшим научным сотрудником Совета по международным отношениям.
Будучи комментатором внешней политики, она считается экспертом по вопросам национальной безопасности и обороны, уделяя особое внимание нераспространению оружия, Ирану и Северной Корее, американской политике и внешней политике, бюджетным баталиям Вашингтона, расходам на оборону, а также военному соперничеству и интервенциям США.

## Награды
В 1984 году, работая в BusinessWeek, Роббинс стала одним из лауреатов премии Overseas Press Club. В 1990 году она получила стипендию Нимана от Гарвардского университета. В 2004 году она разделила премию Элизабет Нойффер за достижения в области печатной журналистики от Ассоциации корреспондентов ООН и премию Питера Р. Вайца от Германского фонда Маршалла. В 2003 и 2005 годах она была стипендиатом Hoover Media в Стэнфордском университете.
Роббинс была членом двух команд, удостоенных Пулитцеровской премии. В 1999 году она и группа репортёров The Wall Street Journal получили Пулитцеровскую премию за международное освещение финансового кризиса 1998 года в России. В следующем году она вошла в состав команды, которая была награждена Пулитцеровской премией за национальную журналистику за статьи, посвящённые оборонным расходам США и военным решениям после Холодной войны.
В 2003 году она была удостоена премии Вайнтала Джорджтаунского университета за дипломатическую журналистику.